# La Padania
la Padania è stato un quotidiano politico, organo ufficiale della Lega Nord, fondato nel 1997 e chiuso nel 2014.

## Storia

### Fondazione
Fu il segretario federale della Lega Nord, Umberto Bossi, a voler fondare, nel 1996, un quotidiano politico per diffondere le idee del partito; fino ad allora l'unica pubblicazione ufficiale leghista era il periodico Lombardia Autonomista, organo della Lega Lombarda nato nel 1990 a Varese.

Testata della Padania dal 2001 al 2012

Fondata in un periodo in cui il movimento leghista faceva la scelta secessionista, la testata prese il nome dal nuovo stato che il partito voleva fondare. I primi "numeri zero" del giornale uscirono durante le manifestazioni del settembre 1996. L'uscita effettiva e regolare nelle edicole si ebbe a partire dall'8 gennaio 1997 sotto la direzione di Gianluca Marchi.

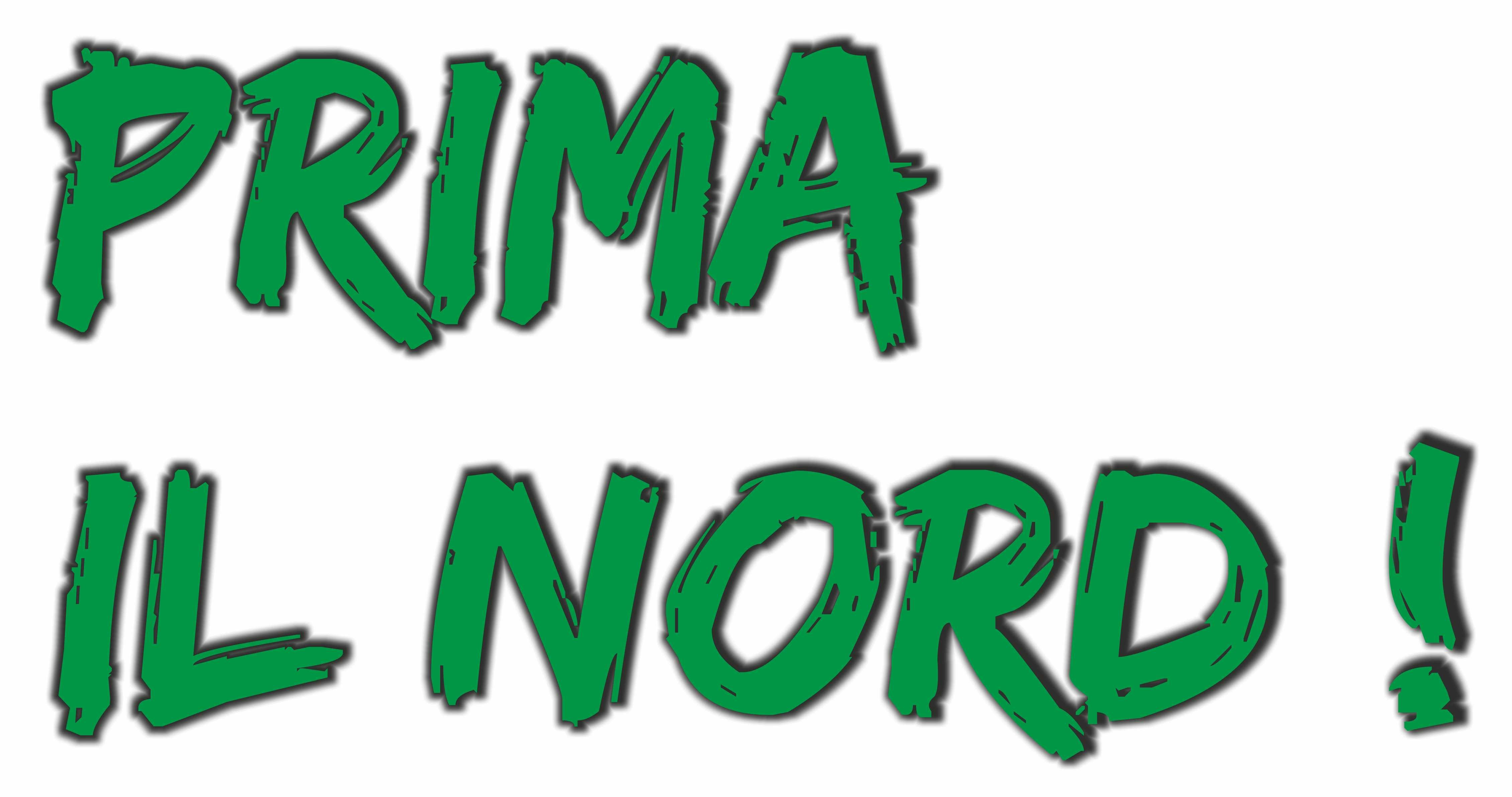
Slogan utilizzato dal partito durante e dopo il V Congresso Federale e dalla Padania a partire dal 1º luglio 2012

Dopo la direzione di Gianluca Marchi (1997-1999) si sono succeduti alla guida del quotidiano personalità di varia estrazione, non sempre riconducibili al progetto politico e ideologico della Lega Nord. La Padania perdeva autorevolezza, venendo abbandonata anche da una cospicua parte dell'elettorato leghista.

### Crisi e chiusura
Pur venendo stampato ufficialmente in circa 60 000 copie, il quotidiano ebbe un calo di vendite e rimase in gran parte invenduto. Nonostante i 4 milioni di euro annui incassati come contributo pubblico previsto dalla legge sull'editoria per i quotidiani ufficiali dei partiti, si calcola che le perdite ammontassero a circa un milione di euro l'anno.
La direzione di Aurora Lussana (iniziata nell'ottobre 2012) riportava il quotidiano in sintonia con gli elettori leghisti, ma ormai la gestione era diventata deficitaria. Il 2 dicembre 2013 il comitato di redazione proclamava una giornata di sciopero, il primo nella storia del quotidiano. I giornalisti decisero anche il ritiro delle firme per alcuni giorni.
L'8 novembre 2014 il comitato di redazione del giornale annunciava l'avvio della cassa integrazione per tutti i dipendenti dell'Editoriale Nord e conseguentemente, a partire dal 1º dicembre successivo, la fine della distribuzione del quotidiano in edicola e la chiusura del relativo sito web.

### La Nuova Padania
Nell'aprile 2020 nasce La Nuova Padania, testata online indipendente sotto la direzione di Stefania Piazzo, già direttrice responsabile de La Padania nel 2012, affiancata nella realizzazione del progetto da Riccardo Rocchesso, cofondatore, e dalle firme dell'ex Ministro Giancarlo Pagliarini, Antonino Arconte, Giuseppe Reguzzoni, Marcus Dardi, Roberto Gremmo e Gianluca Comerio.
La linea editoriale risulta chiaramente essere a difesa del Nord a sostegno dei numerosi movimenti autonomisti e indipendentisti ricostituiti nel Nord Italia, abbandonando di fatto ogni collegamento pratico ed ideologico con la Lega per Salvini Premier e il nuovo corso nazionalista italiano da essa intrapreso.

## Sottotitoli della testata
- Quotidiano del Nord (8 gennaio 1997 -  12 settembre 1998)
- Nord unito (13 settembre 1998 - 2 novembre 1999)
- Nord mitteleuropeo (3 novembre 1999 - 7 novembre 2000)
- Mitteleuropa (8 novembre 2000 - 22 luglio 2001)
- La voce del Nord (24 luglio 2001 - 30 giugno 2012)
- Prima il Nord! (1º luglio 2012 - 30 novembre 2014)

## Direttori
- Gianluca Marchi (1997-1999)
- Giuseppe Baiocchi (1999-2002)
- Gigi Moncalvo (2002-2004)
- Giuseppe Leoni (2004-2005)
- Gianluigi Paragone (2005-2006)
- Leonardo Boriani (2006 - 30 dicembre 2011)
- Stefania Piazzo (2 gennaio - 25 ottobre 2012)
- Aurora Lussana (26 ottobre 2012 - 30 novembre 2014)

## Finanziamenti pubblici
La Padania ha beneficiato della legge sulle sovvenzioni pubbliche all'editoria.
| Anno   | Finanziamento   |
| ------ | --------------- |
| 1997   | 3 398 684,00 €  |
| 1998   | 4 028 363,00 €  |
| 1999   | 4 028 363,00 €  |
| 2000   | 4 028 363,00 €  |
| 2001   | 4 028 363,00 €  |
| 2002   | 4 028 363,00 €  |
| 2003   | 4 028 363,80 €  |
| 2004   | 4 028 363,81 €  |
| 2005   | 4 028 363,81 €  |
| 2006   | 4 028 363,82 €  |
| 2007   | 4 028 363,82 €  |
| 2008   | 3 947 796,54 €  |
| 2009   | 3 896 339,15 €  |
| 2010   | 3 657 696,64 €  |
| 2011   | 2 682 304,80 €  |
| 2012   | 2 001 468,43 €  |
| 2013   | 1 358 494,01 €  |
| Totale | 61 226 422,00 € |